# Анґулеш
Анґулеш (перс. انگولش) — село в Ірані, у дегестані Хушабар, у Центральному бахші, шагрестані Резваншагр остану Ґілян. За даними перепису 2006 року, його населення становило 238 осіб, що проживали у складі 66 сімей.

## Клімат
Середня річна температура становить 12,36 °C, середня максимальна – 26,85 °C, а середня мінімальна – -2,34 °C. Середня річна кількість опадів – 516 мм.
| Клімат поселення                              | Клімат поселення | Клімат поселення | Клімат поселення | Клімат поселення | Клімат поселення | Клімат поселення | Клімат поселення | Клімат поселення | Клімат поселення | Клімат поселення | Клімат поселення | Клімат поселення | Клімат поселення |
| Показник                                      | Січ.             | Лют.             | Бер.             | Квіт.            | Трав.            | Черв.            | Лип.             | Серп.            | Вер.             | Жовт.            | Лист.            | Груд.            |                  |
| Середній максимум, °C                         | 9,90             | 8,99             | 10,44            | 15,08            | 20,28            | 25,04            | 26,85            | 26,56            | 22,13            | 18,99            | 13,48            | 10,30            |                  |
| Середня температура, °C                       | 4,24             | 3,32             | 4,78             | 9,42             | 14,62            | 19,38            | 22,56            | 22,26            | 17,83            | 14,69            | 9,18             | 5,99             |                  |
| Середній мінімум, °C                          | −1,42            | −2,34            | −0,88            | 3,76             | 8,97             | 13,71            | 18,26            | 17,97            | 13,54            | 10,39            | 4,88             | 1,70             |                  |
| Норма опадів, мм                              | 43               | 39               | 60               | 60               | 41               | 20               | 12               | 19               | 41               | 64               | 53               | 64               |                  |
| Середньомісячна швидкість вітру, м/с          | 2.10             | 2.42             | 2.50             | 2.57             | 2.20             | 2.11             | 2.46             | 2.22             | 1.87             | 2.02             | 2.00             | 1.90             |                  |
| Середньомісячна сонячна радіація, кДж/м²·день | 7133             | 9545             | 11701            | 16050            | 19805            | 22540            | 23412            | 19920            | 16423            | 11409            | 8741             | 6784             |                  |
| --------------------------------------------- | ---------------- | ---------------- | ---------------- | ---------------- | ---------------- | ---------------- | ---------------- | ---------------- | ---------------- | ---------------- | ---------------- | ---------------- | ---------------- |
| Джерело:                                      |                  |                  |                  |                  |                  |                  |                  |                  |                  |                  |                  |                  |                  |